# Erik Ekblad (rektor)
Erik  Anton Ekblad, född 27 april 1874 i Nyköping, död 23 november 1942 i Lund, var en svensk rektor och konstnär.
Han var son till godsägaren Gustaf Olof  Ekblad och Maria Wimmerström samt från 1904 gift med Olga Gustava J:son Widding.
Efter avlagd studentexamen 1893 studerade Ekblad vid Tekniska skolan i Stockholm 1895-1898 där han examinerades ut med en teckningslärarexamen. Han anställdes därefter som föreståndare för den Tekniska skolan i Lund och som teckningslärare vid Lunds privata elementarskola. Han blev rektor vid Lunds stads lärlings- och yrkesskolor 1922. Vid sidan av arbetet vid skolorna var han verksam som konstnär och illustratör. Hans konst består av stadsbilder och landskap i olja, akvarell, pastell eller träsnitt. Som illustratör illustrerade han Luciagillets publikation Finn 1899 och C. M. Fürsts Pyttan i hönsgården 1900 och mönster till olika industrier.